# Ефрем
Ефрем (от др.-евр. אֶפְרַיִם‬ Эфраим, восходящего к древнееврейскому сочетанию из Книги Бытия Хифрани Элохим, др.-евр. הִפְרַנִי אֱלֹהִים‬ «прирастил меня Бог») — мужское имя еврейского происхождения. Более древней формой имени является имя Ефраим или Эфраим. В древнерусском языке, для которого слова с начальным е- были нехарактерны, существовал также вариант Офремъ, то же наблюдается в украинском Охрім и белорусском Ахрым, а в современном русском языке осталось только в фамилиях (Афремов) и топонимах (Афремово). 
Имя Ефрем в Российской империи было достаточно распространённым, в XIX веке оно активно использовалось в донских станицах. Следствием такой распространённости имени является большое количество обладателей фамилии Ефремов, происходящей от имени. Использовалась также форма имени Ефремий и производные имена Ефремка и Рема. В настоящее время имя Ефрем в России встречается довольно редко.

## Именины
- Именины по православному календарю — 10 февраля, 21, 24 и 28 июня. К дням именин иногда также относят 20 марта, 29 мая, 12 сентября, 9 октября и 11 октября.
- Именины по католическому календарю: в Польше — 4 марта, 2, 9 и 18 июня, в Италии — 4 марта и 9 июня.

## Известные носители
- Ефрем (Эфраим) — младший сын Иосифа, сына Иакова, родившийся в Египте и усыновлённый престарелым Иаковом. Родоначальник колена Ефремова.
- Ефрем — митрополит Киевский (1054/1055—1065).
- Ефрем (XI—XII века) — епископ Русской церкви, Ростовский и Суздальский.
- Ефрем (ум. 1454) — архиепископ Ростовский, Ярославский и Белозерский; святитель.

- Ефрем II:[править]  -  Ефрем II (ум. 1400) — епископ Сербской православной церкви, патриарх Сербский.
  -  Ефрем II (ум. 1770) — епископ Иерусалимской православной церкви, патриарх Иерусалимский и всей Палестины.
  -  Ефрем II (1896—1972) — епископ Грузинской православной церкви, католикос-патриарх всея Грузии.

- Ефрем (Барбинягра) (род. 1941) — епископ Русской православной церкви, епископ Боровичский и Пестовский.
- Ефрем (Бойович) (1851—1933) — епископ Сербской православной церкви, епископ Жичский.
- Ефрем (Гамрекелидзе) (род. 1975) — епископ Грузинской православной церкви, архиепископ Болнисский.
- Ефрем (Ефремов) (1889—1941) — епископ Русской православной церкви, епископ Курский и Обоянский.
- Ефрем (Кицай) (род. 1966) — епископ Украинской православной церкви.
- Ефрем (Крывый) (1928—2012) — католической епископ епархии Святого Иоанна Крестителя в Куритибе.
- Ефрем (Куцу) (род. 1956) — игумен Ватопедского монастыря.
- Ефрем (Милутинович) (род. 1944) — епископ Сербской православной церкви, епископ Банялукский.
- Ефрем (Просянок) (род. 1977) — архиерей Русской православной церкви, архиепископ Биробиджанский и Кульдурский.
- Ефрем (Рязанов) (1817—1891) — епископ Русской православной церкви, епископ Пермский и Соликамский.
- Ефрем (Янкович) (1658—1712) — митрополит Суздальский и Юрьевский, ранее митрополит Скопийский.
- Ефрем (Яринко) (род. 1978) ― архиерей Украинской православной церкви Московского патриархата, митрополит Бердянский и Приморский.

## Святые
- Преподобный Ефрем Сирин — богослов, гимнограф.
- Преподобный Ефрем Перекомский — православный святой, основатель Перекомского монастыря под Новгородом.
- Преподобный Ефрем Малый — грузинский богослов.
- Преподобный Ефрем Новоторжский — православный святой, основатель Борисоглебского монастыря в Торжке, XI век.
- Преподобный Ефрем Печерский (умер ок. 1098) — епископ Киевской митрополии, митрополит Переяславский.
- Ефрем (Кузнецов) — епископ Селенгинский, викарий Забайкальской епархии.
- Ефрем Новый (1384—1426) — преподобномученик, прославленный в 2011 году Константинопольским Патриархатом.

## Фамилия
- Ефремов — распространённая русская фамилия, происходящая от имени Ефрем.
- Эфрем

## Другое
- Ефрем (село) — в Болгарии